# IT (club)

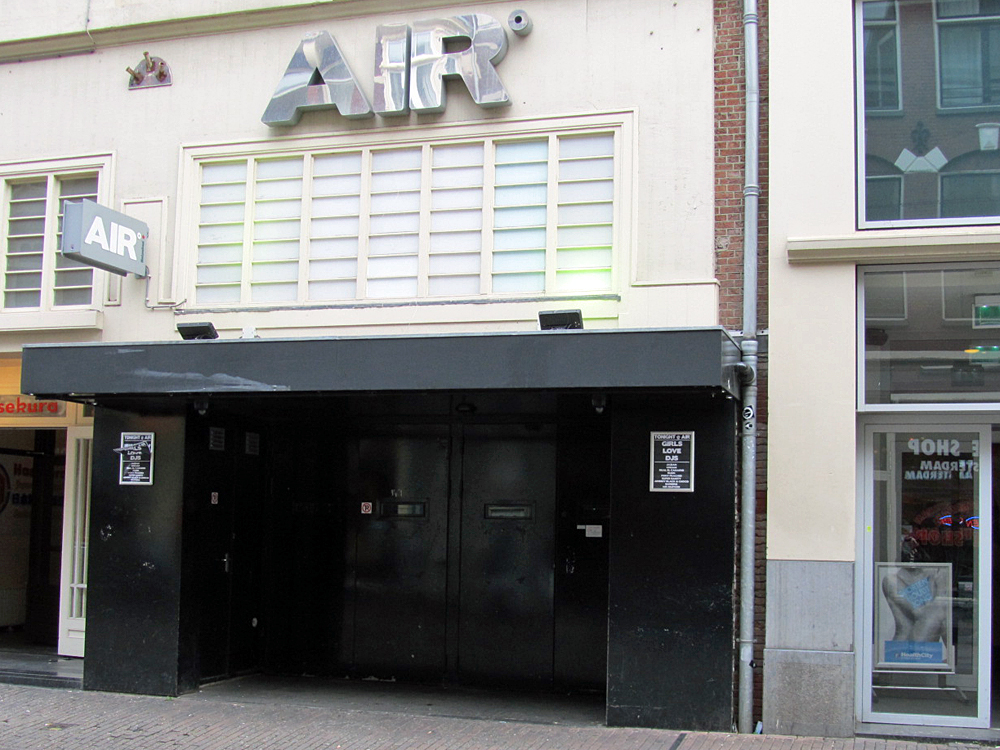
De vroegere ingang van discotheek iT aan de Amstelstraat in Amsterdam, tegenwoordig de ingang van Club AIR

De iT was een club die met extravagante feesten internationale bekendheid kreeg. De zaak werd door Manfred Langer op 7 september 1989 geopend aan de Amstelstraat nr. 24 in Amsterdam. De iT werd gesloten in 2002, heropende enkele maanden later en sloot definitief in 2004. Van 2010 tot en met maart 2025 bevond zich op deze locatie Club AIR en van 2021 tot en met 2024 ook het dancemuseum Our House.

## Naamgeving en opening
Na 2 jaar RoXY in Amsterdam besloot Manfred Langer dat er ruimte was voor nog een extravagante club. De opening werd verricht door Nelly Frijda. De opening zou eigenlijk door Dame Edna plaatsvinden, en de club zou Possums gaan heten. Edna vroeg echter te veel geld, waardoor Nelly Frijda uiteindelijk de club mocht openen. Er is echter ook nog een andere versie van de naamgeving van de iT. Er was maandenlang voor de opening sprake dat de club The Tiger club zou gaan heten en dit werd mysterieus aangekondigd in Amsterdam met posters waarop stond "iT is coming". Later werd besloten dat de club iT zou gaan heten aangezien dit makkelijker in de mond lag dan The Tiger club.
Het pand waarin de iT was gevestigd, was in 1952 gebouwd als bioscoop, het Flora Theater. Op het laatst werden hier echter alleen nog Disneyfilms voor kinderen gedraaid. In september 1980 werd in dit pand discotheek Flora Palace geopend, die in de eerste helft van de jaren 80 een vergelijkbare rol vervulde als later de iT. In 1986 werd dit discotheek Be-Bop en ten slotte in 1989 de iT.

## Hoogtijdagen en neergang
De iT was bekend als homodisco, met veel travestie, leatherparty's en male strippers. Ook hetero's bezochten de als hip beschouwde gelegenheid in groten getale. Naast vele bekende Nederlanders wisten bijvoorbeeld ook Grace Jones, Eddie Murphy en Boy George hun weg naar de iT te vinden. De bekendste dj's die in de iT draaiden waren DJ Jean en DJ Marcello. Befaamd waren onder andere de jaarlijkse Swimming Pool Party en de Hollywood Parties. Bij dat laatste begonnen volgens thema verklede gasten de avond in Danscafé Havana in de Reguliersdwarsstraat om met limousines of koetsen naar de iT te worden gereden en aldaar de nacht verder te feesten.
Na het overlijden van Manfred Langer in 1994 verloor de iT langzaam maar zeker haar populariteit. In juni 1999 vond er een massale inval van de Amsterdamse politie plaats waarbij twaalf mensen gearresteerd werden en een flinke hoeveelheid drugs in beslag werd genomen, als gevolg waarvan de iT tijdelijk gesloten werd.
Na een protestbijeenkomst ging de iT in oktober 1999 weer open. Dit keer onder leiding van Edwin van Kollenburg, de vroegere bedrijfsleider van Manfred Langer, die de discotheek had overgenomen van eigenaar en horeca-uitbater Rien Huis in 't Veld. Door een dreigende grote huurverhoging zag hij zich echter gedwongen om de iT na een laatste grote Hollywood party op 24 augustus 2002 te sluiten.

## Heropening en ondergang
De iT werd vervolgens overgenomen door horeca-ondernemer Carlo Pitzalis en televisiepresentator Evert Santegoeds, die hem op 21 december 2002 heropenden. De club was grondig verbouwd, maar het concept was hetzelfde gebleven. Bij de verbouwing was alleen verzuimd het dak beter te isoleren en bleek buiten te veel geluidsoverlast ontstaan te zijn voor de buurtbewoners. Hierdoor kon de iT niet meer op club-volume draaien en liepen de bezoekersaantallen wederom terug. In mei 2003 stopten de wekelijkse gay-avonden en in 2004 sloten wederom de deuren.
In 2005 werd de iT failliet verklaard, het gebouw kort gekraakt en uiteindelijk werd het gebouw gesloopt. Er was nog sprake van een verbouwing en een doorstart. Ook zou er een fitnesscentrum op het dak gebouwd worden. Geen van deze plannen werd uitgevoerd.

## Plannen voor een nieuwe club
Na de sloop in 2005 werd het pand van de grond af opnieuw opgebouwd met op het dak wel een fitnesscentrum. Deze werd op 1 september 2007 geopend. Men hoopte dat binnen afzienbare tijd de beide clubs iT en Backdoor (voorheen discotheek Soulkitchen) in het pand weer zouden opengaan.
Er waren gesprekken tussen de eigenaar van het gebouw en de uit Amsterdam afkomstige Wolvers. Hij wilde zowel de Backdoor als de iT een grootse herstart laten maken, zelfs groter, mooier, luxueuzer en beter dan de iT in zijn glorietijd onder Manfred Langer. Daartoe wilde Wolfers regelmatig internationale topartiesten naar de club halen. Een maand voor de geplande opening op 27 december 2007 werd echter bekend dat de plannen van Wolfers financieel niet haalbaar waren.

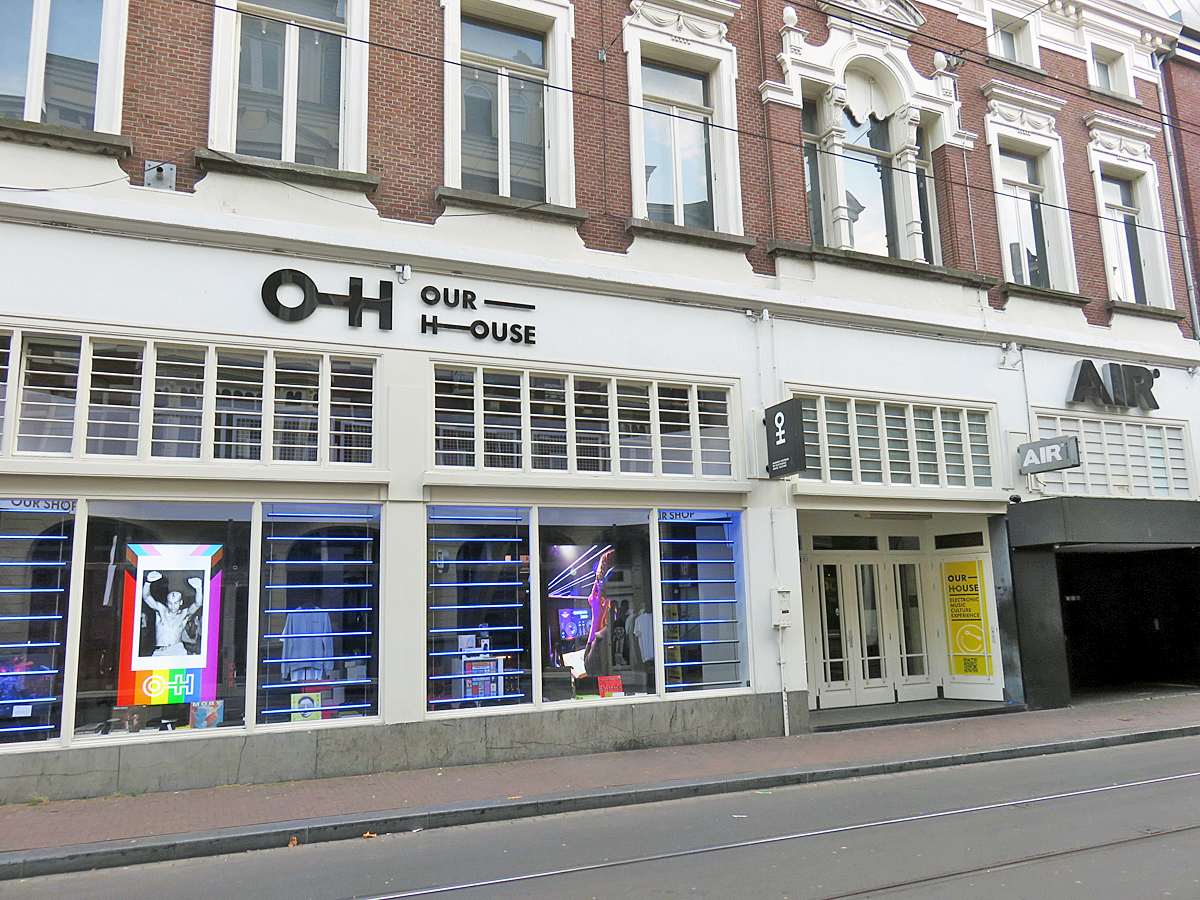
Our House, naast club AIR aan de Amstelstraat in Amsterdam

## Club AIR en Our House
Het gebouw aan de Amstelstraat kwam hierdoor opnieuw te huur voor een bedrag van 515.000 euro per jaar. In september 2009 kwamen Niels de Geus, Sjoerd Wynia en Sander Groet, o.a. werkzaam geweest bij Dance Valley, resp. Mysteryland, met een plan voor een nieuwe club in het nieuwe pand op dezelfde grond als de oude iT. Deze werd onder de naam Club AIR geopend op 29 april 2010.
Op 29 oktober 2021 opende op dezelfde locatie het museum Our House dat een interactief overzicht bood van de ontwikkeling van de elektronische dansmuziek (EDM). Een deel van de collectie was te verwijderen zodat de ruimte 's avonds weer door de bezoekers van club AIR gebruikt kon worden.
Our House sloot in september 2024 en op 30 maart 2025 was ook Club AIR voor het laatst geopend. Daarna werd faillissement aangevraagd omdat er niet genoeg bezoekers kwamen om de hoge kosten te kunnen dekken.